# 梅垣達志
梅垣 達志（うめがき たつし、1946年4月4日 - ）は、日本の作曲家・編曲家・ギタリスト。Allan McGee (Alan Mcgee) 名義活動や、グリティー梅垣名義の作品もある。

## 略歴・人物
京都の実家の二階の部屋は、かつて画家の竹久夢二が愛人と間借りを数年していた。
1970年3月関西大学経済学部卒業。
1970年11月5日に第2回ヤマハポピュラーソングコンテストで、自ら作詞・作曲した『さすらう若者の歌』を歌唱してヤマハポプコン作曲コンクール入賞となる。
1976年11月14日にNHKホールで開催された荒井由実リサイタル「14番目の月」で、瀬尾一三らとともにバック・コーラスを担当する。このリサイタルは1976年12月31日にNHKがテレビで放映した。
松任谷由実が作詞、梅垣が作曲した歌は梅垣自身の作品『バルーン』『男のロマン』『席はあるかい』のほかに、宮本典子（現：Mimi）が歌った『エピローグ』『朝やけの告白 Take me into your life』などがある。
紙ふうせんの後藤悦治郎とは学生時代からの友人で、『冬が来る前に』などの編曲も手がけた。
2000年代初頭に白鳥英美子が率いるポップコーラスグループ、AMBIENCE（アンビアンス）へ参加した。

## 主な楽曲

### シングル
1. ミレーヌ～いつになく心淋しく（1970年10月）
（c/w　愛よ、砂のように…）
2. 渚さわやか（1977年6月5日発売）※オリコン・シングルチャート 最高位81位。
作詞：石丸淳一／作曲・編曲：梅垣達志
  - キリンビバレッジ「キリンレモン」CMソング　出演：片平なぎさ

c/w ハリケーン 作詞：松本隆／作曲・編曲：梅垣達志
3. 風のハーモニー（1978年）
作詞：荒木とよひさ／作曲・編曲：梅垣達志
（c/w　リバイバル）
  - A面は尾形道子とデュエット。

### アルバム
- CAT A LOG（1977年9月25日発売）

全曲 作曲・編曲：梅垣達志（「The Boxer」作曲除く）　
1. バルーン 作詞：松任谷由実
2. Do You Love Me Like I Love You 作詞：Franz Lohmeyer
3. 男のロマン 作詞：松任谷由実
4. I Feel Like Flyin' 作詞：佐藤夕起夫
5. 席はあるかい 作詞：松任谷由実
6. A Toast of Love（恋に乾杯）作詞：Sheila Ferguson
7. CATALOG 作詞：梅垣達志
8. The Boxer 作詞・作曲：Paul Simon
9. ハリケーン 作詞：松本隆
10. 渚さわやか 作詞：石丸淳一
11. 気絶するほど悩ましい 作詞：阿久悠

## 楽曲提供
- 浅倉亜季
  - 『内気なボーダーライン』作曲・編曲
  - 『ビードロ恋唄』編曲
- AMBIENCE
  - 『Change Tomorrow』作曲 - 東和薬品CMソング[4]
- 石崎はるこ
  - 『ヨコハマは何処ですか』作曲・編曲
  - 『スニーカーの旅』作曲・編曲
- 伊藤麻衣子
  - 『夢の入口』作曲
- 岩崎良美
  - 『Waiting For You』作曲
  - 『恋ほど素敵なショーはない』作曲
- 唄うマリーンズ
  - 『We Love Marines』作曲
- 内山田洋とクール・ファイブ
  - 『魅惑・シェイプアップ』編曲
  - 『めぐりあう日は恋人』作曲・編曲
- 岡田有希子
  - 『ソネット』作曲
  - 『Believe In You』作曲
- 沖田浩之
  - 『困ったラブ・ソング』作曲
- 柏原芳恵
  - 『ロンリー・カナリア』編曲
- 片平なぎさ
  - 『二人の青春』作曲
- 紙ふうせん
  - 『冬が来る前に』編曲
  - 『オー・プリーズ』編曲
  - 『霧にぬれても』編曲
  - 『悲しき翼』編曲
  - 『風はやさしく』編曲
  - 『十六夜日記』編曲
  - 『風の翼に』編曲
  - 『北山慕情』編曲
- 川村愛
  - 『パッショナータ（熱情）』編曲 - NTTテレフォンカード・イメージソング
  - 『KEIKOの恋人』編曲
- 北川剛
  - 『席はあるかい』作曲
- 北原佐和子
  - 『マイ・ボーイフレンド』作曲・編曲
- 岸田智史
  - 『重いつばさ』編曲
- 国広富之
  - 『男のロマン』作曲
- クリスタルキング
  - 『セシル』編曲
- 桑江知子
  - 『Whose Who（フーズ・フー）』作曲・編曲
  - 『レイニー・モーション ~I Can't wait~』編曲
  - 『別れのドレス』編曲
  - 『サハラ』編曲
- 気仙沼市立大島小学校5-6年生、団塊の世代の唄
  - 『アスナロウの木』作曲・編曲 - NHK『みんなのうた』2014年8月～9月
- 小堺一機
  - 『とりあえず大丈夫・・・ひとりで』作曲・編曲
  - 『バイバイ・ブラザーズ』編曲
- 小柳ルミ子
  - 『お久しぶりね』編曲
  - 『今さらジロー』編曲
- 西城秀樹
  - 『射て』作曲・編曲
  - 『真実』作曲・編曲
  - 『忘れかけた愛をもう一度』作曲・編曲 - 『あなたと愛のために』収録曲
  - 『カタログ』- 梅垣のアルバム『CAT A LOG』7曲目「CATALOG」をカバー『バレンタインコンサート・スペシャル』
- サンディー・オニール（Sandy O'Neil　現：サンディー Sandii）
  - 『ミステリー・ナイル　Mystery Nile』作曲・編曲 - 映画『ナイル殺人事件』イメージソング
- ザ・スリー・ディグリーズ
  - 『A Toast of Love　恋に乾杯』作曲
- 白鳥英美子
  - 『If the World had A Song』作曲
    - 原曲：ヨハン・ゼバスティアン・バッハ作曲 BWV147 主よ、人の望みの喜びよ
- 高木麻早
  - 『愛は貴方のぬくもり』作曲・編曲
- 高田みづえ
  - 『ガラスの花』編曲
- 竹内まりや
  - 『グッバイ・ユニヴァーシティ』作曲・編曲
- Char
  - 『気絶するほど悩ましい』作曲
- ハイ・ファイ・セット
  - 『カントリー・ボーイ』作曲
- ピンクレディー
  - 『リメンバ一(フェー厶)』編曲
  - 『カリフォルニア・ブルー』作曲・編曲
  - 『ファンタジア』作曲・編曲
  - 『アラビアのロマンス』作曲・編曲
- ブレッド&バター
  - 『LIFE TOGETHER〜あなたといる』作曲・編曲
- Voice
  - 『24時間の神話』編曲
- 松原みき
  - 『Trouble Maker』作曲・編曲
  - 『Mind Game』作曲・編曲
  - 『Everything New』作曲
- 宮本典子
  - 『ホワイ・ドント・ユー　Why Don't You』作曲・編曲
  - 『北回帰線』作曲・編曲
  - 『エピローグ』作曲・編曲
  - 『朝やけの告白』作曲・編曲
  - 『積木の箱』作曲・編曲
- やまがたすみこ
  - 『マイ・ハート』作曲
- ラブ・ウイングス
  - 『キャッチ・アップ・ザ・サン』作曲・編曲
  - 『スロー・ダウン』作曲・編曲
  - 『ハッピー・ジャンピング・ローラー』作曲・編曲
  - 『フライ・ライク・ア・バード』作曲・編曲
- ロウィナ・コルテス
  - 『夢のロックンロール』編曲

## 映画
- 『マリリンに逢いたい』
- 『ヒルコ／妖怪ハンター』

## アニメ
- 『沙羅曼蛇三部作』
- あした天気になあれ